# Nguyễn Thiện Tơ
Nguyễn Thiện Tơ (29 tháng 7 năm 1921 – 18 tháng 8 năm 2022) là một trong những nhạc sĩ tiền chiến tiên phong của nền tân nhạc Việt Nam.

## Tiểu sử
Nguyễn Thiện Tơ sinh ra tại Hà Nội, xuất thân trong một gia đình công nhân (xưởng in Viễn Đông) tại căn nhà số 22 phố Charron mà nay là phố Mai Hắc Đế, quận Hai Bà Trưng, Hà Nội. Yêu thích âm nhạc từ năm 10 tuổi, vào năm lên 12, Nguyễn Thiện Tơ theo học ghi-ta Hawaii (Hạ Uy cầm) với thầy giáo Trần Đình Khuê; chỉ ba tháng thì ông đã được biểu diễn cùng thầy trên đài phát thanh Pháp. Sau đó ông theo học ghi-ta với một người Pháp và bắt đầu biểu diễn ở các phòng trà và chương trình từ thiện với hai nhạc cụ này.

Ảnh chụp tờ nhạc "Giáo đường im bóng" do Tinh Hoa xuất bản năm 1951.

Nguyễn Thiện Tơ là người sáng lập nhóm Myosotis cùng với Dương Thiệu Tước, Thẩm Oánh,... nhưng theo nhạc sĩ Phạm Duy thì Nguyễn Thiện Tơ là một nhạc sĩ độc lập, tức là không thuộc nhóm nhạc nào.
Năm 1938, khi mới 17 tuổi, Nguyễn Thiện Tơ sáng tác bản nhạc đầu tay "Giáo đường im bóng" viết về một cô gái theo đạo Thiên Chúa, 16 tuổi tên là Hà Tiên. Ông kể lại: "Trong kỳ nghỉ hè năm 1938 (lúc này còn là học sinh trường Thăng Long ở Hà Nội), tôi được mời tham gia biểu diễn đàn ghi-ta ở Nam Định. Ở đây tôi đã làm quen với cô nữ sinh Hà Tiên cũng đến đây đóng góp tiếng hát của mình. Sau buổi dạ hội ca nhạc, tôi được bạn bè cho biết là gia đình cô ấy theo đạo Thiên Chúa. Nghĩ mình là kẻ ngoại đạo nên mới viết nên "Giáo đường im bóng" sau ngày ấy."
Nguyễn Thiện Tơ hoàn thành phần nhạc của ca khúc Giáo đường im bóng trước, sau đó nhà thơ Phi Tâm Yến - bạn thân của Nguyễn Thiện Tơ - viết lời. Theo Phạm Duy thì nhạc sĩ Lê Thương cũng thầm yêu cô Hà Tiên đó và đã viết nên ca khúc Nàng Hà Tiên. Bản thân ông nhận xét có 2 ca sĩ hát bài này thành công nhất là Khánh Ly và Nga My. Khánh Ly hát như một bài hát trữ tình đượm thánh ca, còn Nga My thì lại hát như một bài thánh ca đượm chất trữ tình.
Ban đầu cuộc tình giữa Nguyễn Thiện Tơ và Hà Tiên không được gia đình cô chấp nhận bởi ngăn cách tôn giáo. Về sau hai ông bà đã thuyết phục được gia đình và thành hôn vào năm 1944. Nguyễn Thiện Tơ tiếp tục dạy ghi-ta và ghi-ta Hawaii. Trong số những người học ông, có những nhạc sĩ nổi tiếng như Doãn Mẫn, Đoàn Chuẩn và Nguyễn Văn Quỳ.
Sau ngày quân đội Việt Minh tiếp quản Hà Nội, Nguyễn Thiện Tơ về Đài Tiếng nói Việt Nam, thổi sáo trong dàn nhạc của đài. Đến năm 1959, ông chuyển sang dàn nhạc giao hưởng nhạc vũ kịch. Năm 1965, ông chuyển về hãng Phim truyện Việt Nam.
Ông tròn 100 tuổi vào cuối tháng 7 năm 2021. và qua đời ngày 18 tháng 8 năm 2022 tại Hà Nội, hưởng thọ 101 tuổi.

## Tác phẩm
| - Chiều quê - Chiều tà - Cung đàn xuân xưa - Đêm trăng xưa - Khúc nhạc canh tàn - Mộng giang hồ - Mưa dầm - Nắng xuân - Nhạc đồng quê - Nhắn gió chiều - Nhớ quê - Thu sang - Tiếng trúc bên sông - Trăng Việt Nam - Xuân về | Hoàng Giác viết lời - Qua bến năm xưa - Tiếng hát biên thuỳ - Trên đường về | Văn Khôi viết lời - Giấc mơ xưa - Quanh lửa hồng | Phi Tâm Yến viết lời - Giáo đường im bóng - Ngày vui đã qua |